# Занфтлебен, Александр Фёдорович
Александр (Александр-Готтлиб-Фридрих) Фёдорович Занфтлебен (Зантфлебен) (нем. Alexander Gottlieb Friedrich Sanftleben; 11 [23] мая 1815 — 29 апреля [11 мая] 1881) — русский архитектор немецкого происхождения. Автор ряда зданий в Санкт-Петербурге.

## Биография
Родился 11 (23) мая 1815 года. Старший сын Фридриха Захарии Готтлиба Занфтлебена, известного петербургского мужского портного мастера первой трети XIX века. Мекленбургский подданный. В 1836 году Академией художеств дано звание свободного художника за «проект бань в саду для богатого господина, с удобствами и некоторою роскошью».
В 1842 году принял российское подданство и зачислен в Гофинтендантскую контору. Академик архитектуры.
Умер 29 апреля (11 мая) 1881 года после продолжительной болезни, похоронен на Смоленском лютеранском кладбище в Петербурге.

## Проекты и постройки
- Доходный дом (перестройка). Итальянская улица, 29 (1851, совместно с Н. П. Гребенкой; надстроен)[5];
- Доходный дом (перестройка). 15-я линия, 4в (1857)[5];
- Доходный дом. Переулок Радищева, 2, правая часть — Манежный переулок, 6 (1859—1861)[5];
- Доходный дом. Дойников переулок, 4—6 (1863)[5];
- Доходный дом (расширение). Садовая улица, 91 (1865; надстроен)[5];
- Особняк О. Н. Варгуниной (перестройка). Английская набережная, 24 (1866)[5];
- Производственное здание. 9-я Советская улица, 5 (1867—1868)[5];
- Доходный дом (изменение фасадов). Вознесенский проспект, 13 — улица Декабристов, 2 (1868)[5];
- Доходный дом. Тучков переулок, 3, дворовый корпус (1868; надстроен)[5];
- Производственные здания Новой бумагопрядильной мануфактуры. Набережная Обводного канала, 60 — Боровая улица, 47, двор (1869, 1875—1878; перестроены)[5];
- Доходный дом. Улица Чайковского, 4, правая часть (1872)[5];
- Доходный дом. Улица Рылеева, 25 (1877— 1878)[5];
- Производственные сооружения бумагопрядильной мануфактуры. Проспект Обуховской Обороны, 86 (1878)[5].